# Terne (tjenestepige)
 Denne artikel omhandler stillingen som tjenestepige. Opslagsordet har også en anden betydning, se Terne.
Terne er en ung kvinde i tjenende stilling, altså en tjenestepige; fra ældre tiders forhold kendes også betegnelserne kammerterne og tjenestemø. Terne bruges især om den, der gør tjeneste hos en dame af fornem stand. 